# Fernando Moraes
Fernando Moraes Souza (Salvador, 6 de fevereiro de 1973) é um diretor, produtor cinematográfico e roteirista brasileiro. 

## Biografia
Iniciou sua carreira no audiovisual na década de 1990, como assistente do cineasta Roberto Pires. Na mesma década, trabalhou em diversas produções, tais como Cinderela Baiana (1998) e Memórias Póstumas, lançado no ano 2000[carece de fontes?]. Na primeira década do Século XXI, trabalhou em diversas campanhas publicitárias . No mesmo período, roteirizou o primeiro clipe de animação produzido integralmente em Salvador, referente à música "Fingindo que não tá", do cantor de forró Targino Gondim.  
Em 2009, deu início ao ambicioso projeto de levar às telas a história de Edy Star, o "único remanescente da Grã-Ordem Kavernista, banda em que atuou com Raul Seixas, Miriam Batucada e Sérgio Sampaio, no início dos anos 1970". Intitulado "Antes que me esqueça, meu nome é Edy Star!", o filme levou quase dez anos desde a ideia inicial até a sua conclusão e conta com a produção musical de Zeca Baleiro e apresenta depoimentos de artistas como Caetano Veloso, Maria Alcina, Reinaldo Eckenberger, os críticos musicais Rodrigo Faour e Thiago Marques, dentre outros. O documentário musical foi um dos concorrentes finalistas da 11ª edição do In-Edit Brasil – Festival Internacional do Documentário Musical, realizada em 2019.  A obra também foi selecionada para o Festival MIMO de Cinema no mesmo ano.  

## Filmografia
| Ano  | Filme                                                               | Creditado como | Creditado como | Creditado como |
| Ano  | Filme                                                               | Diretor        | Co-diretor     | Roteirista     |
| ---- | ------------------------------------------------------------------- | -------------- | -------------- | -------------- |
| 1999 | Vídeo Inacabado n° 1 (Curta-metragem)                               | Sim            |                |                |
| 2001 | Roberto Pires - O Homem Que Viveu Cinema (Documentário)             |                |                | Sim            |
| 2001 | Um Dia Na Vida (Curta-metragem)                                     | Sim            |                |                |
| 2006 | Fingindo Que Não Tá (Videoclipe)                                    |                | Sim            | Sim            |
| 2007 | Sofrossinê - Liberdade Com Limites (Documentário)                   |                |                | Sim            |
| 2009 | Antes Que Me Esqueçam, Meu Nome é Edy Star! (Longa-Metragem 90 min) | Sim            |                |                |